# Strumenti critici
Strumenti critici è un periodico quadrimestrale italiano, pubblicato all'inizio dall'Einaudi di Torino e dal 1986 dalla casa editrice il Mulino di Bologna.
La rivista è nata nel 1966, diretta dagli studiosi D'Arco Silvio Avalle, Maria Corti, Dante Isella e Cesare Segre, per analizzare il campo della letteratura contemporanea e comparata, “unendo rigore filologico e testuale ad ampie prospettive critiche”.
Dopo la scomparsa di Cesare Segre nel 2014, la rivista è diretta da Piero Boitani, Clelia Martignoni ed Enrico Testa. Privilegia “studi di carattere strutturale e semiotico, sia metodologici, sia applicati all'analisi di testi".
La rivista ha avuto come collaboratori, tra gli altri: Silvano Agosti, Umberto Eco, Northrop Frye, Gérard Genot, Algirdas Julien Greimas, Jurij Lotman, Roman Jakobson, Benvenuto Terracini.
Il comitato scientifico è composto da Albert Russell Ascoli, Patrick Boyde, Claude Bremond, Claude Cazalé Bérard, Klaus W. Hempfer, Philippe Ménard, Thomas Pavel, José María Pozuelo Yvancos, Jean Starobinski e Kazuaki Ura.